# Дрексель, Макс
Макс Дрексель (нем. Max Drexel; 2 мая 1914, Бёблинген, Германская империя — 14 декабря 2004, Хойбах, Германия) — гауптштурмфюрер СС, командир части айнзацкоманды 12 в составе айнзацгруппы D.

## Биография
Макс Дрексель родился 2 мая 1914 года в семье полицейского служащего Людвига Дрексель и его жены Розины. С 1919 по 1929 год посещал народную школу и до 1928 года реальное училище. Дрексель хотел стать учителем народной школы, для чего посещал протестантскую семинарию в Бакнанге и семинарию в Эсслингене. В 1934 году после шести лет обучения сдал первый экзамен для работы в народной школе. В период обучения вступил в национал-социалистический союз студентов Германии. В 1935 году вышел из национал-социалистического союза и присоединился к Гитлерюгенду.
В 1936 году был принят в аппарат СД и поступил на службу в секцию СД в Вюртемберг-Гогенцоллерне. До 1939 года служил в отделе II по вопросам образования и народности. 1 мая 1937 года вступил в НСДАП (билет № 5892012). Когда в 1939 году в Берлине в Главном управлении имперской безопасности (РСХА) была создана так называемая руководящая служба полиции безопасности и СД, Дрексель был переведён туда в управление I, отдел I F (вопросы воспитания и подрастающего поколения). В июне 1941 года был откомандирован в Преч, где стал командиром части айнзацкоманды 12. Под руководством Дрекселя подразделение провело массовое убийство в Дубоссарах, где было уничтожено 700 евреев.
Во время зимнего семестра 1941 и 1942 года Дрексель продолжил обучение и в конце 1942 года сдал первый государственный экзамен по праву. В сентябре 1943 году успешно сдал второй государственный экзамен. До 1944 года служил в главной секции СД в Саарбрюккене. После непродолжительной службы в Меце и Висбадене 1 января 1945 года стал заместителем начальника секции СД в Байройте.
8 мая 1945 года попал в плен к американским войскам, однако ему удалось выдать себя за рядового солдата и таким образом добиться освобождения 7 июля 1945 года. В последующие год жил под фамилией Дрехер и работал в сельском хозяйстве. В 1950 году в ходе процедуры денацификации был классифицирован как «незначительно виновный» и в 1952 и 1953 годах работал учителем народной школы. В мае 1962 года был отстранён от работы. 15 апреля 1962 года был арестован на основании ордера окружного суда Мюнхена, но 27 сентября 1962 года отпущен. В конце 1962 году устроился в компанию Triumph в Хойбахе в отдел организации производства. 18 июля 1970 года вновь заключён под стражу. 15 ноября 1974 года земельным судом Мюнхена за пособничество в убийстве в 746 случаях был приговорён к 5 годам лишения свободы. После отбытия 2/3 общего срока 20 июня 1976 года был условно-досрочно освобождён. 2 сентября 1982 года условный срок был отменён.